# Wladimir Germanowitsch Bogoras

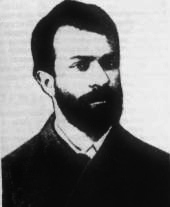
Wladimir Germanowitsch Bogoras

Wladimir Germanowitsch Bogoras (russisch Влади́мир Ге́рманович Богора́з; * 15. Apriljul. / 27. April 1865greg. in Owrutsch; † 10. Mai 1936), Pseudonym als Dichter und Erzähler: Tan, war ein russischer Revolutionär und Völkerkundler. Er lieferte wichtige Beiträge zur Ethnographie der Tschuktschen und anderer Völker Nordostsibiriens. 

## Leben

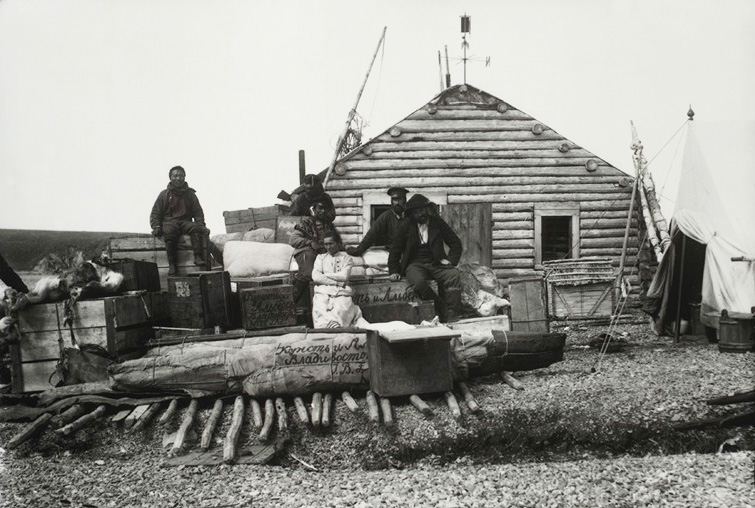
Bogoras und seine Frau Sofia 1901 während der Jesup North Pacific Expedition in Nowo-Mariinsk

Bogoras kam 1880 nach Sankt Petersburg, er schloss sich während des Studiums den Volkstümlern an, wurde inhaftiert und anschließend 10 Jahre nach Kolyma in Nordostsibirien verbannt. Er studierte dort intensiv Folkloristik, Ethnographie und Sprachen und konnte an der Jakut Expedition (auch nach ihrem Sponsor Innokenti Michailowitsch Sibirjakow (1860–1901) benannt) der Russischen Geographischen Gesellschaft (1894–1897) teilnehmen und anschließend nach Sankt Petersburg zurückkehren. Wie Waldemar Jochelson organisierte er russische Teile der großen, von Franz Boas koordinierten Jesup North Pacific Expedition (1897–1904).
Seine bekannten Erzählungen von der Tschuktschenhalbinsel (1899) wurden von Hans Findeisen und Ludwig Sauer ins Deutsche übertragen (Ms.).
Er war nach der Oktoberrevolution Mitarbeiter des Museums für Anthropologie und Ethnographie und, wie Lew Sternberg Dozent an der Leningrader Hochschule. Er begründete das Institut für die Völker des Nordens. Eine seiner Schülerinnen war Glafira Wassilewitsch.
Bogoras starb auf dem Weg nach Rostow am Don.

## Werke (Auswahl)
- 1904: Durch die Mandschurei. Aus dem Russischen übersetzt von Sonja Wermer. Wiener Verlag, Wien und Leipzig (Bibliothek berühmter Autoren, Bd. 24)
- 1904, 1907, 1909: The Chukchee, The Jesup North Pacific Expedition, Franz Boas (Hrsg.), Bd. VII, Memoirs of the American Museum of Natural History, Bd. XI, Teile I (Material Culture), II (Religion), III (Social Organization), Leiden, E. J. Brill u. New York: G. E. Stechert.
- 1910: Chukchee Mythology, The Jesup North Pacific Expedition, Franz Boas (Hrsg.), Bd. VIII, Memoirs of the American Museum of Natural History, Bd. XII, Teil I, Leiden u. New York.
- 1913: The Eskimo of Siberia, The Jesup North Pacific Expedition, Franz Boas (Hrsg.), Bd. VIII, Memoirs of the American Museum of Natural History, Bd. XII, Teil III, Leiden, E. J. Brill u. New York, G. E. Stechert.
- 1917: Koryak Texts, Publications of the American Ethnological Society, Band V, Ranz Boas (Hrsg.), Leiden u. New York.
- 1918: Tales of Yukaghir, Lamut, and Russionized Natives of Eastern Siberia, Anthropological Papers of the American Museum of Natural History, Bd. XX, Teil I, New York.
- 1925: Ideas of Space and Time in the Conception of Primitive Religion. In: American Anthropologist (N.S.), Band 25, Nr. 2, S. 205–266.

## Literarische Werke (Auswahl)
- Werke, 10 Bände, 1910-'11
- Čukotskie rasskazy (Erzählungen aus Tschukotka), 1899
- Vosem' plemën (Acht Stämme), 1902
- Kolymskie rasshazy (Erzählungen aus Kolyma), 1931
- Voskresšee plemja (Der auferstandene Stamm), 1935